# MBridge
mBridge（エムブリッジ、別名: Multiple CBDC Bridge）は、中央銀行デジタル通貨を使用したリアルタイム、Peer to Peer、国境を越えた支払い、外国為替取引をサポートするために開発されたマルチCBDCプラットフォーム。このプラットフォームはmBridge Ledgerと呼ばれるブロックチェーンに基づいて、管轄区域固有の政策と法的要件、規制やガバナンスの要求を確実に厳守するように設計されている。

## 開発
mBridgeは5つの組織が共同で開発している。これらには香港金融管理局、タイ銀行、アラブ首長国連邦中央銀行、中国人民銀行デジタル通貨研究所、BISイノベーションハブ香港センターが含まれる。2024年6月にはサウジアラビア中央銀行が参加した。2021年9月には国際決済銀行（BIS）と共同で、タイ、香港、中国、アラブ首長国連邦はプロジェクトmBridgeの第2段階に関する報告書を発表した。国境を越えた送金と外国為替業務を行うための、速くて費用対効果が高く効率的な方法を可能にするために、複数のCBDCを含むシステムを確立することを目指す。mBridgeは世界最大のCBDCであるデジタル人民元の中国が参加し、かつ主導する国際CBDCプロジェクトである。

## BRICS Bridge
2024年10月、第16回BRICS首脳会議でmBridge技術に基づくBRICS Bridgeの作成が議論されたため、BISはプロジェクトmBridgeの閉鎖を検討している。BRICS諸国はこのようなシステムによって、アメリカが支配する金融システムとアメリカが圧力をかけるSWIFTの制限から部分的に独立し、アメリカの金融制裁システムを部分的に回避することが可能となる。
中国やロシアなどの国は、世界経済の脱ドル化と国際決済の異なる通貨での決済を推奨している。ロシアのウラジーミル・プーチン大統領は、中露貿易の95%が現地通貨で行われていると述べている。これに対してmBridgeの批判者は、このプロジェクトがもたらす地政学的リスクを懸念している。欧米の政策立案者は、国際金融システムが中国が開発する技術に支えられることや、西側の経済制裁を行う能力が低下することに対して懸念を示している。